# بصمة الآلة
بصمة الجهاز أو 'بصمة الآلة' هي المعلومات التي يتم جمعها حول البرامج والعتاد الصلب الخاص بجهاز الحوسبة عن بُعد بغرض التعريف وتحديد الهُوِّية. عادة ما يتم استيعاب المعلومات في معرف موجز باستخدام خوارزمية البصمات. بصمة المتصفح هي المعلومات التي يتم جمعها على وجه التحديد من خلال التفاعل مع متصفح الويب الخاص بالجهاز.